# 아프리카 철학
아프리카 철학(African philosophy)은 아프리카인이 만든 철학으로서 아프리카의 세계관을 대표하는 철학, 구별된 아프리카의 철학 방식들을 사용하는 철학을 가리킨다. 아프리카 철학자들은 형이상학, 인식론, 윤리철학, 정치철학과 같은 다양한 철학 분야에서 볼 수 있지만 현대 아프리카 철학은 대체적으로 아프리카 철학의 민족철학적 변수들을 정의하는 것, 그리고 다른 철학 전통과의 차이점을 식별하는 것과 관련된다. 민족철학 내면의 추측들 가운데 하나는 특정한 문화가 세상 속 모든 사람들과 문화에 적용되거나 접근될 수 없는 철학을 가질 수 있다는 것이지만 이 개념은 전통 철학자들의 논쟁의 대상이 되고 있다.

## 아프리카 윤리학
아프리카의 다양성이 극히 적음에도 불구하고 수많은 민족 그룹들 간에 도덕적 개념을 일부 공유하고 있다. 수많은 아프리카 문화에서 윤리학은 사람의 인성에 집중하고 있으며 "그가 도덕이 없다"라는 말은 번역하면 "그는 인성이 없다"와 같이 번역된다. 한 사람의 인성은 행동의 습관과 행위의 축적을 반영하므로 한 사람의 인생에 따라 변화할 수 있다. 일부 아프리카 문화에서 인격은 도덕적 미덕을 나타내는 사람을 가리키며 악하게 행동하는 사람은 비록 그가 인간이더라도 사람으로 간주하지 않는다.

## 아프리카 철학자 목록
아래는 아프리카 대륙 출신 철학자들을 포함하여 아프리카 전통을 이론화한 철학자들의 목록이다.
- 루이 알튀세르
- 아우구스티누스
- 알베르 카뮈
- 자크 데리다
- 프란츠 파농
- 플로티노스
- 콰메 은크루마
- W. E. B. 두 보이스
- 아테네의 아폴로도로스
- 히파티아
- 존 음비티
- 응구기 와 티옹오
- 알랭 바디우
- 치누아 아체베
- 월레 소잉카
- 존 맥도웰
- 줄리어스 니에레레